# Sylvia Geszty
Sylvia Geszty, née Sylvia Maria Ilona Wytkowsky (28 février 1934 - 13 décembre 2018), est une soprano colorature hongroise. Elle commence sa carrière au Staatsoper Berlin à Berlin Est puis, à partir de 1970, la poursuit au Staatstheater Stuttgart. Elle est surtout connue pour son interprétation de la Reine de la Nuit et de Zerbinetta dans Ariadne auf Naxos (Strauss), mais également en tant que Rosetta dans la première mondiale de Leonce und Lena de Kurt Schwaen. Elle a été professeure de chant au conservatoire de Stuttgart.

## Biographie
Née à Budapest, elle étudie à l'Académie de musique Franz Liszt à Budapest avec Erszebeth Hoor-Tempis. Elle remporte plusieurs concours de chant alors qu'elle est encore étudiante, notamment le Concours international Robert-Schumann pour clavier et chant à Berlin. En 1959, elle fait ses débuts à l'Opéra d'État hongrois et devient soliste de la Société philharmonique hongroise. Deux ans plus tard, elle devient membre du Staatsoper Berlin, où elle débute dans le rôle d'Amor dans Orphée et Eurydice. Elle interprète Susanna dans Les Noces de Figaro de Mozart, la Reine de la nuit dans La Flûte enchantée, Gilda dans Rigoletto de Verdi et La Tsaritsa de Shemakha dans Le Coq d'or de Rimsky-Korsakov. Le 15 octobre 1961, elle apparaît en tant que Rosetta dans la première mondiale de Leonce und Lena de Kurt Schwaen. En 1968, elle chante pour la première fois le rôle qui deviendra son rôle principal : Zerbinetta dans Ariadne auf Naxos de Richard Strauss. Le critique John Steane a décrit son interprétation comme « la plus émotive, la plus humaine et la plus polyvalente des choses » (« die ausdruckswärmste, vielgestaltigste und menschlichste Darstellung von allen ».
Elle continue de prendre des cours de chant avec Dagmar Freiwald-Lange à Berlin. À partir de 1963, elle est régulièrement invitée à l'Opéra-Comique de Berlin où elle figure parmi les quatre personnages féminins de premier plan des Contes d'Hoffmann d'Offenbach. Sylvia Geszty a reçu le prix de l'art de la République démocratique allemande en 1966 et le titre de Kammersängerin en 1968. Elle est invitée en Europe et en Amérique, pour son rôle en tant que Reine de la nuit, au Royal Opera House de Londres en 1966, au Festival de Salzbourg dans le même rôle à partir de 1967 et, en 1969, en tant que Sophie dans Der Rosenkavalier de Richard Srauss au Théâtre Colón de Buenos Aires et à l'opéra de Los Angeles.

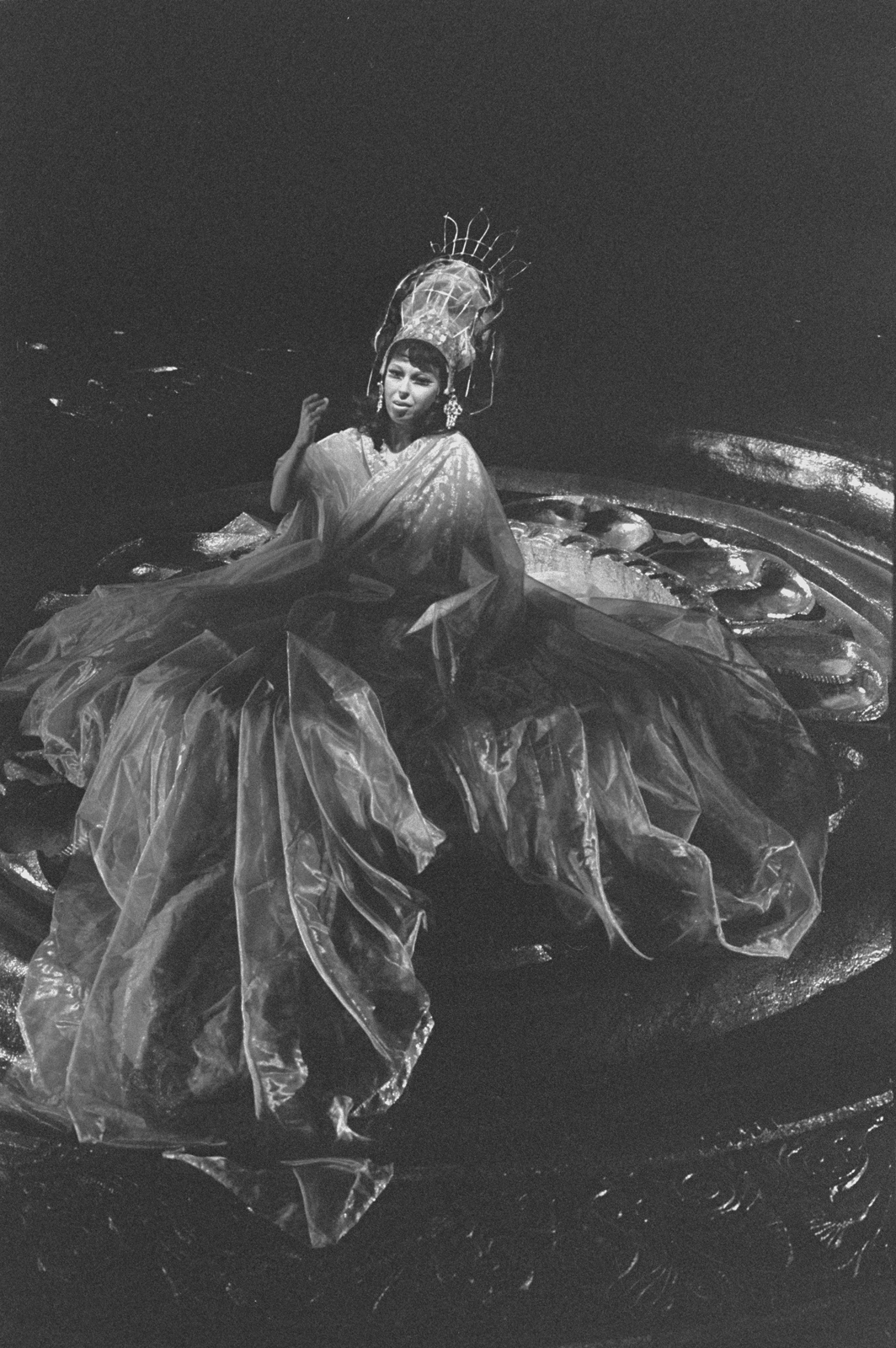
Geszty en tant que Cléopâtre dans Giulio Cesare in Egitto, Berlin, 1970

En 1970, elle s'installe en Allemagne de l'Ouest et devient membre permanent de l'ensemble Staatstheater Stuttgart où elle apparaît pour la première fois en tant que Rosina dans Le Barbier de Séville de Rossini, Elle est apparue dans le rôle de Zerbinetta, dans le rôle de Mimi dans La Bohème de Puccini, mis en scène par Götz Friedrich, et dans le rôle titre de Lucia di Lammermoor, de Donizetti. 
Elle est également invitée permanente à l'Opéra national de Bavière à Munich, ainsi qu'à l'Opéra d'État de Vienne, où elle est apparue comme Reine de la Nuit en 1967, également dans les rôles de Rosina, Zerbinetta, Gilda et Olympia dans les Contes d'Hoffmann.  Elle joue dans de grands opéras, notamment à Hambourg, Paris, Bruxelles, Moscou, Amsterdam et dans des opéras en Italie. Elle apparaît au Festival de Glyndebourne en 1971 et 1972, en tant que Zerbinetta et en tant que Konstanze dans L'Enlèvement au sérail, également en 1972. Geszty joue également en tant que chanteuse de lieder et d'oratorios, ainsi que dans l'opérette. 
De 1975 à 1997, elle est professeure de chant à la Musikhochschule Stuttgart. De 1985 à 1991, elle dirige une master class au conservatoire de Zurich. Parmi ses élèves figuraient Melanie Diener, Annette Luig, Marlis Petersen et Anke Sieloff,. 
En 1988, Sylvia Geszty lance un concours international de chant coloratura (soprano léger). Elle fait de nombreux enregistrements, des apparitions à la télévision (plus de 80 programmes pour ARD et ZDF), des films et des programmes radiophoniques. À ses 70 ans, la chanteuse publie son autobiographie, Königin der Koloraturen. Erinnerungen,.
Geszty meurt à Stuttgart à l'âge de 84 ans.

## Rôles
- 1961 : Kurt Schwaen : Leonce et Lena (Rosetta) - directeur : Erich-Alexander Winds (Staatsoper Berlin - Apollosaal)
- 1962 : Verdi : Un ballo in maschera (Page Oskar) - direction : Winds
- 1963 : Humperdinck : Hänsel und Gretel (Taumännchen) - directeur : Winds
- 1964 : Strauss : Ariadne auf Naxos (Zerbinetta) - directeur : Erhard Fischer
- 1965 : Rudolf Wagner-Régeny : Die Bürger von Calais - directeur : Fritz Bennewitz
- 1965 : Mozart : Così fan tutte (Despina) - directeur : Winds
- 1967 : Puccini : La Bohème (Musetta) - directeur : Fischer
- 1968 : Rossini : Il barbiere de Séville (Rosina, en allemand) - metteur en scène : Ruth Berghaus

## Autobiographie
- Königin der Koloraturen, Erinnerungen, Berlin 2004  (ISBN 978-3-936324-09-9).

## Littérature
- Ludwig Finscher (éditeur), Die Musik in Geschichte und Gegenwart, Personalteil 7, Fra – Gre,  Kassel 1998, p. 846.